# Ada Hirsch-Elias
Ada Hirsch-Elias, geborene Hirsch, (* 28. April 1885 in Proßnitz, Markgrafschaft Mähren, Österreich-Ungarn; † 7. April 1975 in New York City, USA) war eine österreichische Kinderärztin, Mitbegründerin der „Organisation der Ärztinnen Wiens“ und Verfolgte des Naziregimes.

## Leben
Ada Hirsch war die Tochter des Buchhalters und später leitendem Verwaltungsrat der Prager Papierfabrik A.G., Emil Hirsch, und dessen Ehefrau Katharina Hirsch geb. Eckstein, die aus Wien stammte. Ada Hirsch absolvierte den gymnasialen Zweig des Deutschen Mädchenlyzeums in Prag und begann nach der Matura 1904 mit dem Studium der Medizin an der deutschen Karl-Ferdinands-Universität und setzte dieses in Wien fort. Die Promotion in Wien erfolgte im Jahr 1910. 1913 nahm sie, gemeinsam mit der Ärztin Gertrud Bien, als Referentin an der „Versammlung Deutscher Naturforscher und Ärzte“ in Wien teil. 1914 arbeitete sie für kurze Zeit als Volontärin am Dr. von Hauner'schen Kinderspital in München. Ab 1915 war sie Ärztin am „Karolinen Kinderspital“ und betrieb zeitgleich eine eigene Praxis als Kinderfachärztin in Wien 9, Spitalgasse. Sie wurde Mitglied der „Gesellschaft für Innere Medizin und Kinderheilkunde“ in Wien. Im Ersten Weltkrieg war sie freiwillig als Ärztin nordöstlich von Lemberg in Beresteczko (heute Berestetschko/Ukraine) im Sanitätsdienst eines Epidemiespitals tätig. Dafür wurde sie als erste Ärztin im Juli 1916 mit dem Ritterkreuz des Franz-Josephs-Ordens ausgezeichnet. 1919 wurde ihr das Heimat- und Bürgerrecht der Stadt Wien verliehen. Ebenfalls 1919 war Ada Hirsch Mitbegründerin der „Organisation der Ärztinnen Wiens“. Vorsitzende waren Dora Brücke-Teleky, Alfreda Seidl und Pauline Feldmann. Ada Hirsch wurde Schriftführerin. 1925 wurde sie Leiterin im Bezirksamt Leopoldstadt, Jugendamt II, gemeinsam mit dem Kinderarzt August Reuss. Ada Hirsch war zuständig für Säuglingsberatung. Daneben erteilte sie auch Säuglingspflegekurse in der „Allgemeinen Poliklinik“ in Wien. Ab Mitte der 1920er Jahre übernahm sie zusätzlich den schulärztlichen Dienst am Mädchen-Realgymnasium in Wien. 1926 publizierte sie an der 1. Medizinischen Klinik der Deutschen Universität in Prag zum Thema „Die Wirkung der parenteralen Einverleibung von Proteinkörpern auf das neutrophile Kernbild“.
Im Jahr 1936 ehelichte Ada Hirsch den Internisten und Professoren der Medizinischen Fakultät Universität Wien, Herbert Elias. Sie war seine zweite Ehefrau. Nach dem „Anschluss Österreichs“ an das nationalsozialistische Deutsche Reich 1938 flüchtete das Ehepaar über Antwerpen nach Frankreich. Von hier aus gelang die Flucht mit der „SS Washington“ nach New York City.
Während des Zweiten Weltkriegs unterstützte Ada Hirsch-Elias die „Organisation österreichischer Sozialisten in den USA“.

## Publikationen
- 1912: mit Richard Bauer: Beitrag zum Wesen der Wassermannschen Reaktion.
- 1913: Die physiologische Ikterusbereitschaft des Neugeborenen. (Ergebnisse einer Studie, durchgeführt an der Kinderklinik unter Clemens von Pirquet und an der 1. Frauenklinik unter Friedrich Schauta, am Allgemeinen Krankenhaus Wien.)[4]

## Auszeichnung
- Ritterkreuz des Franz-Joseph-Ordens mit Kriegsdekoration (Juli 1916)[8]